# حاودون (المسيمير)

تعديل مصدري - تعديل

حاودون هي إحدى قرى عزلة المسيمير بمديرية المسيمير التابعة لمحافظة لحج، بلغ تعداد سكانها 584 نسمة حسب تعداد اليمن لعام 2004.